# Casinaria ambigua
Casinaria ambigua là một loài tò vò trong họ Ichneumonidae.